# Pachyanthrax
Pachyanthrax is een vliegengeslacht uit de familie van de wolzwevers (Bombyliidae). De wetenschappelijke naam van het geslacht werd voor het eerst geldig gepubliceerd in 1964 door François.
In dit geslacht zijn drie soorten bekend:
- Pachyanthrax laconae
- Pachyanthrax telamon
- Pachyanthrax unctus